# Iujne, Icinea
Iujne (în ucraineană Южне) este localitatea de reședință a comunei Iujne din raionul Icinea, regiunea Cernihiv, Ucraina.

## Demografie
Componența lingvistică a localității Iujne
     Ucraineană (98,37%)
     Rusă (1,63%)
Conform recensământului din 2001, majoritatea populației localității Iujne era vorbitoare de ucraineană (98,37%), existând în minoritate și vorbitori de rusă (1,63%).